# Vanity Ballroom Building

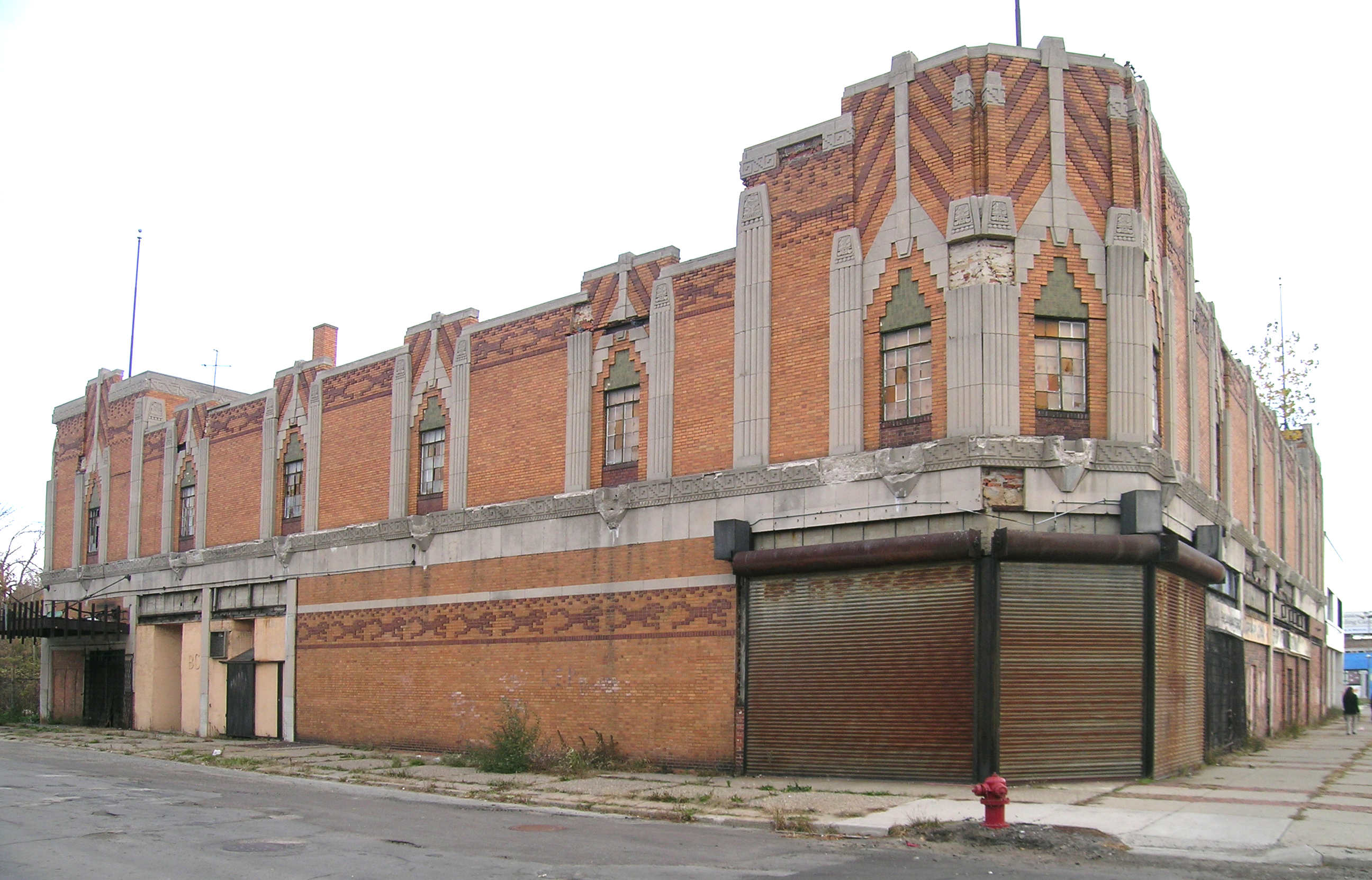
Ansicht des Ballsaals von der Kreuzung aus.

Das Vanity Ballroom Building ist ein öffentliches Gebäude in 1024 Newport Street, an der Kreuzung zur Jefferson Avenue im Jefferson-Chalmers Historic Business District in Detroit, Michigan. Das Gebäude beinhaltet den letzten intakten Ballsaal der vielen Tanzpaläste, die in Detroit existierten und in denen von den 1930er bis in die 1950er Jahre Big Bands  auftraten. Es wurde am 12. November 1982 in das National Register of Historic Places eingetragen.

## Geschichte
Der Vanity Ballroom wurde 1929 von Charles N. Agree entworfen und sollte ein auffälliger Treffpunkt sein, in dem es möglich war, sich zu unterhalten, zu tanzen und Musik zu hören. Viele Bandleader traten hier mit ihren Bands auf, etwa Tommy Dorsey, Jimmy Dorsey, Duke Ellington, Benny Goodman, Red Nichols, Russ Morgan, Art Mooney, Woody Herman oder Pee Wee Hunt. Das Vanity bezeichnete sich selbst als „Detroit's most beautiful dance rendezvous“
Die Einrichtung wurde 1958 geschlossen, öffnete 1964 für einen Abend wöchentlich  und verstummte schließlich ganz. Obwohl sie in Eminems Film 8 Mile eine Rolle spielte, blieb sie geschlossen und verfiel.

## Beschreibung
Der Vanity Ballroom ist ein zweistöckiges Gebäude, das ursprünglich im Erdgeschoss fünf Einzelhändler beherbergte; der Ballsaal befand sich im ersten Stock. Das Bauwerk entstand im Architekturstil des Art-Déco, wobei es thematisch mit aztekischen Motiven geschmückt wurde. Es ist etwa 42 m lang und rund 41 m breit. Bei der Konstruktion handelt es sich um ein Gebäude aus Stahl und Stahlbeton, dessen Fassaden mit Backsteinen verkleidet wurden. Der Großteil des Ziegelwerks ist in orange ausgeführt, das mit dunkleren Ziegeln und Kunststein kombiniert wird. An der Ecke des Gebäudes zur Straßenkreuzung hin befindet sich ein dreiseitiger Eingangspavillon und die Fassaden zu Jefferson Avenue und Newport Street sind nahezu identisch. Auch an den Fassadenenden befinden sich kleinere Eingangspavillons, die alle drei geringfügig höher sind, als der Rest des Gebäudes und am oberen Teil ein geometrisches Muster von Steinen aufweisen. Die Fenster im zweiten Stock sind von Pilastern flankiert und mit Art-Déco-Designelementen bedeckt, die denen der Azteken ähneln.
Das Innere des Ballsaales wurde konzipiert, um die Anwesenheit von 1000 Tanzpaaren zu ermöglichen, die 5600 Quadratfuß (rund 520 m²) umfassende Tanzfläche war aus Ahornholz parkettiert und von der Tribüne für die Band und an den drei übrigen Seiten von einer Promenade begrenzt. Die Tanzfläche wurde so konstruiert, dass sie an Federn aufgehängt ist, die unter dem Gewicht der Tänzer absackten und durch ihr Federn den Tänzern das Gefühl von Erschütterungen gaben. Der Hintergrund der Bühne zeigt eine Szene aus Chichén Itzá.
In drei der Einzelhandelsgeschäfte im Erdgeschoss wurde die Innenausstattung ebenfalls durch Agree entworfen; auch hier wird das aztekische Thema verwendet. In diesem Bereich setzte Agree Bauteile aus Holz und bearbeitetem Ahorn ein und baute Fußböden aus Terrazzo ein. Die Fassade dieser Geschäfte wurde später deutlich verändert.